# Список аеропортів Данії

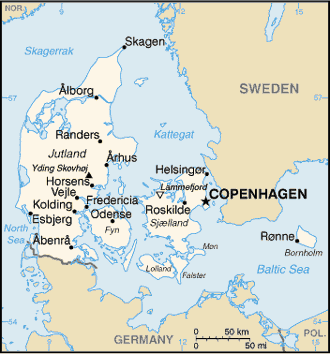
Карта Данії

Це список аеропортів у Данії, відсортований за місцем розташування.
Данія (дан. Danmark) — скандинавська країна в Північній Європі, член Королівства Данія. Це найпівденніша країна Північної Європи, розташована на південний захід від Швеції та на південь від Норвегії, на півдні межує з Німеччиною. Данія омивається Балтійським і Північним морями.
Країна складається з великого півострова Ютландія (Jylland), а також кількох сотень островів, зокрема Зеландія (Sjælland), Фюн (Fyn), Vendsyssel-Thy, Lolland, Falster, Bornholm і Amager. Столицею та найбільшим містом Данії є Копенгаген (København), розташований на Амагері та східному узбережжі Зеландії.

## Аеропорти
Аеропортів, назви яких виділені жирним шрифтом, мають регулярне обслуговування пасажирів комерційними авіакомпаніями.
| Населений пункт              | Регіон              | Код ICAO | Код IATA | Назва                               | Пасажиропотік  | ЗПС                            |
| ---------------------------- | ------------------- | -------- | -------- | ----------------------------------- | -------------- | ------------------------------ |
| Цивільні аеропорти (AIP VFR) |                     |          |          |                                     |                |                                |
| Еро (Данія)                  | Південна Данія      | EKAE     |          | Еро                                 |                |                                |
| Ангольт (Данія)              | Центральна Ютландія | EKAT     |          | Ангольт                             |                |                                |
| Біллунн                      | Південна Данія      | EKBI     | BLL      | Біллунн                             | 3 092 013      | 09/27                          |
| Борнгольм                    | Столичний регіон    | EKRN     | RNN      | Борнгольм                           | 259 440        | 11/29                          |
| Віборг                       | Центральна Ютландія | EKVB     |          | Віборг                              |                |                                |
| Воєнс                        | Південна Данія      | EKSP     | SKS      | Воєнс                               |                | 10L/28R, 10R/28L               |
| Гадсунн                      | Північна Ютландія   | EKHS     |          | Гадсунн                             |                |                                |
| Гернінг                      | Центральна Ютландія | EKHG     |          | Гернінг                             |                |                                |
| Гольбек                      | Зеландія            | EKHK     |          | Гольбек                             |                |                                |
| Есб'єрг                      | Південна Данія      | EKEB     | EBJ      | Есб'єрг                             | 131 138        | 08/26                          |
| Калундборг                   | Зеландія            | EKKL     |          | Калундборг                          |                |                                |
| Каруп                        | Центральна Ютландія | EKKA     | KRP      | Каруп / Каруп (геліпорт)            | 135 975        | 09R/27L, 09L/27R, 03/21, 14/32 |
| Коллінг                      | Південна Данія      | EKVD     |          | Коллінг (Vamdrup Airport)           |                |                                |
| Копенгаген / Каструп         | Столичний регіон    | EKCH     | CPH      | Копенгаген                          | 29 043 287     | 04L/22R, 04R/22L, 12/30        |
| Копенгаген / Місто           | Столичний регіон    | EKCC     |          | Копенгаген (аеропорт на воді)       | близько 20,000 | ЗПС на воді                    |
| Крусо / Падборг              | Південна Данія      | EKPB     |          | Крусо — Падборг                     |                |                                |
| Лесе                         | Північна Ютландія   | EKLS     | BYR      | Лесе                                |                |                                |
| Лемвіг                       | Центральна Ютландія | EKLV     |          | Лемвіг                              |                |                                |
| Марібо / Лолланн / Фальстер  | Зеландія            | EKMB     | MRW      | Лолланн — Фальстер (Maribo Airport) |                |                                |
| Морс                         | Північна Ютландія   | EKNM     |          | Морс                                |                |                                |
| Оденсе                       | Південна Данія      | EKOD     | ODE      | Оденсе                              | 23 183         | 06/24                          |
| Ольборг                      | Північна Ютландія   | EKYT     | AAL      | Ольборг / Ольборг (авіабаза)        | 1 440 477      | 08L/26R, 08R/26L               |
| Орс                          | Північна Ютландія   | EKVH     |          | Орс                                 |                |                                |
| Орхус                        | Центральна Ютландія | EKAH     | AAR      | Орхус                               | 364 546        | 10R/28L, 10L/28R               |
| Орхус                        | Центральна Ютландія | EKAC     |          | Орхус (аеропорт на воді)            | around 20,000  | ЗПС на воді                    |
| Раннерс                      | Центральна Ютландія | EKRD     |          | Раннерс                             |                |                                |
| Рінгстед                     | Зеландія            | EKRS     |          | Рінгстед                            |                |                                |
| Роскілле                     | Зеландія            | EKRK     | RKE      | Роскілле                            | 21 758         | 11/29, 03/21                   |
| Самсе                        | Центральна Ютландія | EKSS     |          | Самсе                               |                |                                |
| Свеннборг / Тосінге          | Південна Данія      | EKST     |          | Тосінге                             |                |                                |
| Сендерборг                   | Південна Данія      | EKSB     | SGD      | Сендерборг                          | 56 257         | 14/32                          |
| Скєрн / Рінгкебінг           | Центральна Ютландія | EKVJ     | STA      | Стаунінн Вест'юлланн                |                |                                |
| Сінналь                      | Північна Ютландія   | EKSN     | CNL      | Сінналь                             |                |                                |
| Сківе                        | Центральна Ютландія | EKSV     | SQW      | Сківе                               |                |                                |
| Сп'єлл                       | Центральна Ютландія | EKSD     |          | Сп'єлл                              |                |                                |
| Тендер                       | Південна Данія      | EKTD     |          | Тендер                              |                |                                |
| Тістед                       | Північна Ютландія   | EKTS     | TED      | Тістед                              |                |                                |
| Військові авіаційні бази     |                     |          |          |                                     |                |                                |
| Воєнс                        | Південна Данія      | EKSP     | SKS      | Воєнс (авіабаза)                    |                | 10L/28R, 10R/28L               |
| Каруп                        | Центральна Ютландія | EKKA     | KRP      | Каруп (авіабаза)                    | 135 975        | 09R/27L, 09L/27R, 03/21, 14/32 |
| Ольборг                      | Північна Ютландія   | EKYT     | AAL      | Ольборг (авіабаза)                  | 1 440 477      | 08L/26R, 08R/26L               |